# Epimecis wittfeldi
Epimecis wittfeldi là một loài bướm đêm trong họ Geometridae.